# 永清軍節度使
永清軍節度使，五代十国的节度使，治所在贝州（今河北省清河县西北）。
贝州原属于魏博节度使。后晋天福三年（938年）十一月，石敬瑭在广晋府（今河北省大名县东北）建邺都，废除魏博天雄军节度使。于相州（今河南省安阳市）、澶州（今河南省濮阳市）、卫州（今河南省卫辉市西南）设立彰德军节度使，以贝州为永清軍節度使，下辖贝州（今河北省清河县西北）、博州（今山东省聊城市东南）、冀州（原属成德节度使，今河北省衡水市冀州区）。后晋灭亡后，辽朝、后汉、后周沿置，后周显德元年（954年）正月，废除邺都，八月废除永清軍節度使，贝州、博州归属成德节度使，冀州归属魏博天雄军节度使。北宋又恢复永清軍節度使。

## 历任节度使
- 王周（937年—941年）
- 焦方（941年—942年）
- 王令温（942年—943年）
- 吴峦（943年—944年）
- 王令温（944年）
- 何建（944年）
- 史威（944年—945年）
- 梁汉璋（945年—946年）
- 李殷（947年—948年）
- 王继宏（948年—951年）
- 王饶（951年—954年）
- 张光翰（960年—964年）
- 孟元喆（971年—976年）